# París-Roubaix 1914
La París-Roubaix 1914 fou la 19a edició de la París-Roubaix. La cursa es disputà el 12 d'abril de 1914 i fou guanyada pel francès Charles Crupelandt, que d'aquesta manera aconseguia la seva segona victòria en aquesta cursa, després de l'aconseguida en l'edició de 1912.

## Classificació final
|    | Ciclista             | Equip            | Temps |
| -- | -------------------- | ---------------- | ----- |
| 1  | Charles Crupelandt   | La Française     |       |
| 2  | Louis Luguet         | Automoto         |       |
| 3  | Louis Mottiat        | Alcyon           |       |
| 4  | Oscar Egg            | Peugeot-Wolber   |       |
| 5  | Jean Rossius         | Alcyon           |       |
| 6  | Cyrille van Hauwaert | La Française     |       |
| 7  | Pierre Vandevelde    | -                |       |
| 8  | Dieudonné Gauthy     | Alcyon           |       |
| 9  | Émile Aerts          | -                |       |
| 10 | Émile Georget        | Peugeot - Wolber |       |